# اچ‌ام‌اس کارنارون (۱۹۰۳)
اچ‌ام‌اس کارنارون (۱۹۰۳) (به انگلیسی: HMS Carnarvon (1903)) یک کشتی بود که طول آن ۴۷۳٫۵ فوت (۱۴۴٫۳ متر) بود. این کشتی در سال ۱۹۰۳ ساخته شد.